# Мантика
Мантика (на английски: Manteca) е град в окръг Сан Уакин, щата Калифорния, Съединените американски щати.
Намира се в Централната калифорнийска долина. Основан е през 1861 г. Населението му е 79 268 души (по приблизителна оценка от 2017 г.).
В Мантика е роден автомобилният състезател Скот Спийд (р. 1983).